# Chrysodeixis chalsytis
Chrysodeixis chalsytis là một loài bướm đêm trong họ Noctuidae.